# Biste
Biste (szlovákul: Byšta) község Szlovákiában, a Kassai kerület Tőketerebesi járásában.

## Fekvése
Tőketerebestől 24 km-re délnyugatra, a magyar határ mellett fekszik.

## Története
1270-ben „Bysta” alakban Füzér várának szolgálófalujaként említik először. Neve a szláv Bysek személynévből származik. 1389-ben „Byzthe”, 1427-ben „Bisthe” alakban tűnik fel. A 14. és 15. században a Perényiek birtokolták.
A 18. század végén Vályi András így ír róla: „BISTE. Kis Biste. Magyar falu Abauj Vármegyében, birtokosai külömbféle Urak, lakosai katolikusok. Határja középszerű, réttyei meglehetősek, de kevés legelője lévén, mivel piatzozása is távol esik, második Osztálybéli.”
1828-ban 78 házában 560 lakos élt, akik mezőgazdasággal, szövéssel, erdei munkákkal foglalkoztak. Lakói részt vettek az 1831. évi ún. koleralázadásban.
Fényes Elek 1851-ben kiadott geográfiai szótárában így ír a faluról: „Biste, magyar-orosz falu, Abauj vgyében, Zemplén vmegye szélén: 55 r. kath., 84 g. k., 160 ref., 5 zsidó lak. Gör. kath. és ref. szentegyház. F. u. többen. Ut. p. Kassa.”
1890 és 1910 között sok lakója kivándorolt a tengerentúlra. A 19. és 20. században a Károlyi család birtoka volt.
Borovszky monográfiasorozatának Zemplén vármegyét tárgyaló része szerint: „Biste, magyar kisközség Abauj-Torna vármegye határán. Hajdan Abaujhoz tartozott és csak 1881-ben csatolták Zemplénhez. A Kázméri család birtoka volt, de későbbi birtokviszonyai ismeretlenek. Hajdan Bysta néven szerepelt. A mult század elején a báró Geisler család volt az ura, most pedig gróf Károlyi Lászlónak van itt nagyobb birtoka. A falu lakosainak száma, kik magyarok és nagyobb részben ev. reformátusok 218, házaié 46. A községbeli ref. templom építési ideje meg nem állapítható. Van a faluban egy régi nemesi kúria is, melyet a báró Geisler család építtetett és ez most a gróf Károlyi Lászlóé. Van ú. n. fürdőcskéje is, melynek vizét köszvény ellen tartják jónak. A község postája Nagykázmér, távírója és vasúti állomása Legenye-Mihályi.”
1920-ig Zemplén vármegye Sátoraljaújhelyi járásához tartozott, ezután az új csehszlovák állam része lett. 1938 és 1945 között újra Magyarországhoz tartozott.

## Népessége
| Év:            | 1994. | 2004.    | 2014.   | 2024. |
| -------------- | ----- | -------- | ------- | ----- |
| Emberek száma: | 184   | 157      | 150     | 138   |
| Eltérés:       |       | -14,67 % | -4,45 % | -8 %  |

| Év:            | 2023. | 2024.   |
| -------------- | ----- | ------- |
| Emberek száma: | 139   | 138     |
| Eltérés:       |       | -0,71 % |

1910-ben 222-en, többségében magyar anyanyelvűek lakták, jelentős szlovák kisebbséggel.
2001-ben 170 lakosából 169 szlovák volt.
2011-ben 162 lakosából 159 szlovák volt.
2021-ben 148 lakosából 145 szlovák, 1 egyéb, 2 ismeretlen nemzetiségű volt.

## Nevezetességei
- Református temploma a 19. század végén épült neoklasszicista stílusban.
- Görögkatolikus temploma a 19. század végén készült.
- Ortodox temploma a 20. század végén épült.